# Кремпермор
Кремпермор (нем. Krempermoor) — община в Германии, в земле Шлезвиг-Гольштейн. 
Входит в состав района Штайнбург. Подчиняется управлению Кремпермарш.  Население составляет 536 человек (на 31 декабря 2010 года). Занимает площадь 1,55 км².